# Quinto Cecilio Metello Nepote minore
Quinto Cecilio Metello Nepote minore (in latino  Quintus Caecilius Metellus Nepos minor; 100 a.C. circa – 55 a.C.) è stato un politico e militare romano, che ricoprì diverse cariche istituzionale della Repubblica.

## Biografia
Figlio adottivo di Quinto Cecilio Metello Nepote, fu tribuno nel 62 a.C., pretore nel 60 a.C., console nel 57 a.C. e governatore della Spagna Citeriore nel 56 a.C.
Fu, come il fratello Quinto Cecilio Metello Celere, legato di Pompeo Magno tra il 67 a.C. e il 63 a.C., durante le campagne in Asia e nella lotta con i pirati. Dopo il suo ritorno a Roma, venne eletto tribuno della plebe insieme a Marco Porcio Catone l'Uticense per l'anno 62 a.C. Condusse una violenta campagna contro Cicerone, che accusò davanti al popolo e al Senato romano di aver fatto condannare a morte alcuni complici di Catilina. Alla fine del consolato di Cicerone, gli impedì, apponendo il veto, di pronunciare il discorso finale del consolato.
Propose inoltre, insieme a Giulio Cesare, che Pompeo Magno venisse richiamato a Roma con il suo esercito per riportare l'ordine e la legalità, ma l'idea non venne accolta in Senato, incontrando l'accanita opposizione di Catone; allora Metello proseguì nella sua proposta, nonostante il veto di Catone e presentò la proposta di legge all'assemblea dei plebei, senza l'autorizzazione del Senato. Catone si presentò all'assemblea e oppose il suo veto in pubblico. Metello continuò a proclamare la proposta, perfino pronunciandola a memoria dopo che gli fu strappata dalle mani da Catone stesso, fino a che gli fu tappata la bocca con le mani. Scoppiò una colluttazione nell'assemblea, che non fece passare la legge. Questi avvenimenti portarono il Senato a proclamare un Senatus consultum ultimum, in supporto di Catone. Metello riparò allora presso Pompeo, uscendo dall'Urbe, azione illegale per un tribuno della plebe, che avrebbe dovuto avere l'obbligo a restare a Roma. Cesare, per solidarietà, rinunciò alla sua pretura, ma, dopo essere riuscito a calmare il popolo, che era venuto furioso davanti a casa sua per chiedergli di marciare contro il Senato, gli fu ripristinata la carica di pretore, anche se Catone votò contro la proposta.
Fu eletto pretore nel 60 a.C., anno in cui promulgò una lex Caecilia de vectigalibus che avrebbe abolito i portoria, cioè le gabelle dall'Italia, nonostante l'opposizione del Senato, che non voleva fosse Metello Nepote a proporre la legge. In seguito divenne console nel 57 a.C. e si oppose a Publio Clodio Pulcro insieme a Cicerone, con cui nel frattempo si era riappacificato. Attraverso la sua influenza e a quella del console collega Publio Cornelio Lentulo Spintere Cicerone venne riabilitato e poté tornare a Roma.
Nel 56 a.C. venne nominato governatore della Spagna Citeriore e si stabilì a La Coruña, dove i Vaccei avevano sconfitto suo padre.